# 拉弗莱什
拉弗莱什（法語：La Flèche，法語發音：[la flɛʃ] ⓘ），法国西部城市，卢瓦尔河地区大区萨尔特省的一个市镇，同时也是该省的一个副省会，下辖拉弗莱什区，其市镇面积为74.21平方公里，2022年1月1日时人口数量为15,081人，在法国城市中排名第640位。
拉弗莱什位于萨尔特省西南部，与曼恩-卢瓦尔省接壤，是一个区域性的中心城市和公路枢纽。拉弗莱什因境内的法国国立皇家军校和拉弗莱什动物园而闻名。
法国作曲家莱奥·德利布和外交家保罗-亨利-邦雅曼·德斯图内勒·德康斯坦出生于拉弗莱什。

## 地名来源
“拉弗莱什”一名与法语单词“箭头”相同，但两者并无直接关联。其名称的具体来源尚有待考证，一说其词源可能与现代法语“边境”一词（frontière）有关。

## 历史

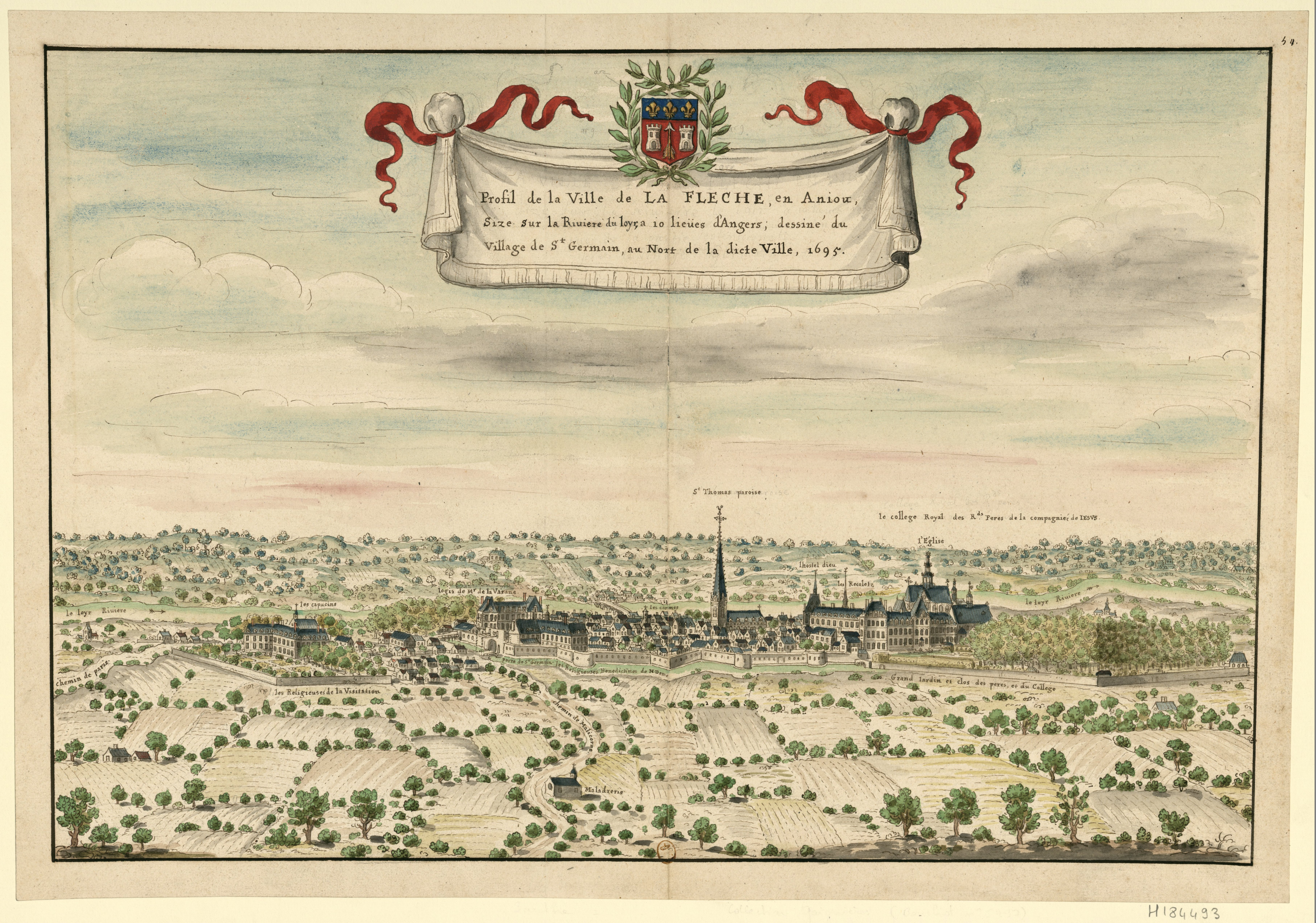
17世纪末的拉弗莱什

拉弗莱什早在新石器时期就已出现人类活动，但其历史上长期仅为一处普通村落，隶属于附近的庄园主。公元1537年，阿朗松公爵弗朗索瓦丝收回这一区域，并与夏尔四世·德·波旁共同迁居此地，其长孙亨利四世亦曾在拉弗莱什居住，并在耶稣会的支持下创建了拉弗莱什亨利四世学院，法国哲学家勒内·笛卡尔曾为该校的首批学生。17世纪后，拉弗莱什逐渐形成城镇，法国大革命后划至萨尔特省。1793年，保皇派（主要是旺代人和舒昂党人）与共和国革命派在拉弗莱什发生战争，最终保皇派被镇压。雾月政变后，因拉弗莱什的战略地位和其历史上与波旁王朝的特殊关系，拿破仑一世批准了《共和国八年雨月二十八日法令》，将拉弗莱什设为一个副省会，并在原亨利四世学院的基础上创建了法国国立皇家军校。1866年，圣科隆布（Sainte-Colombe）整体合并入拉弗莱什的市镇范围。20世纪初，拉弗莱什成为一个地方铁路枢纽，当地出现了多个种类的工业部门。两次世界大战期间，由于私人汽车的发展，连通拉弗莱什的大部分铁路线因需求量过小而关闭，部分路段在二战后改建成为步行绿道。1946年，拉弗莱什动物园建成营业，1995年，拉弗莱什过境公路线建成通车。

## 地理

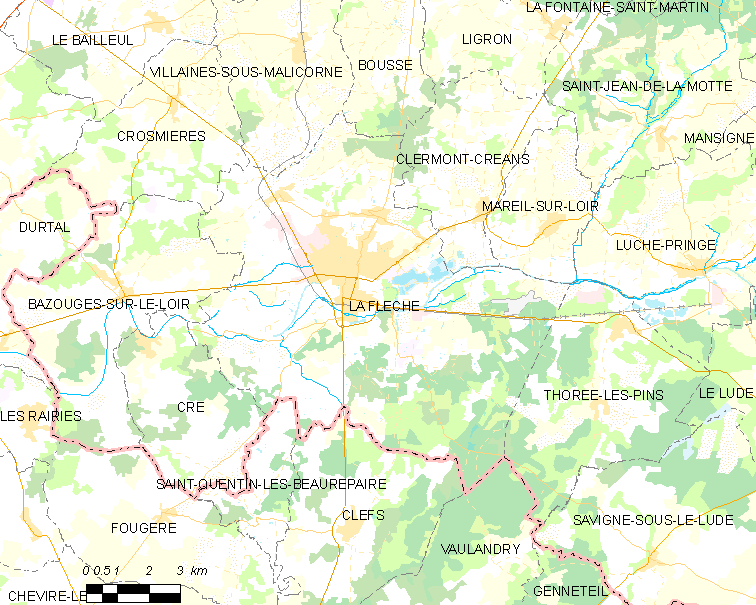
拉弗莱什市镇范围地图

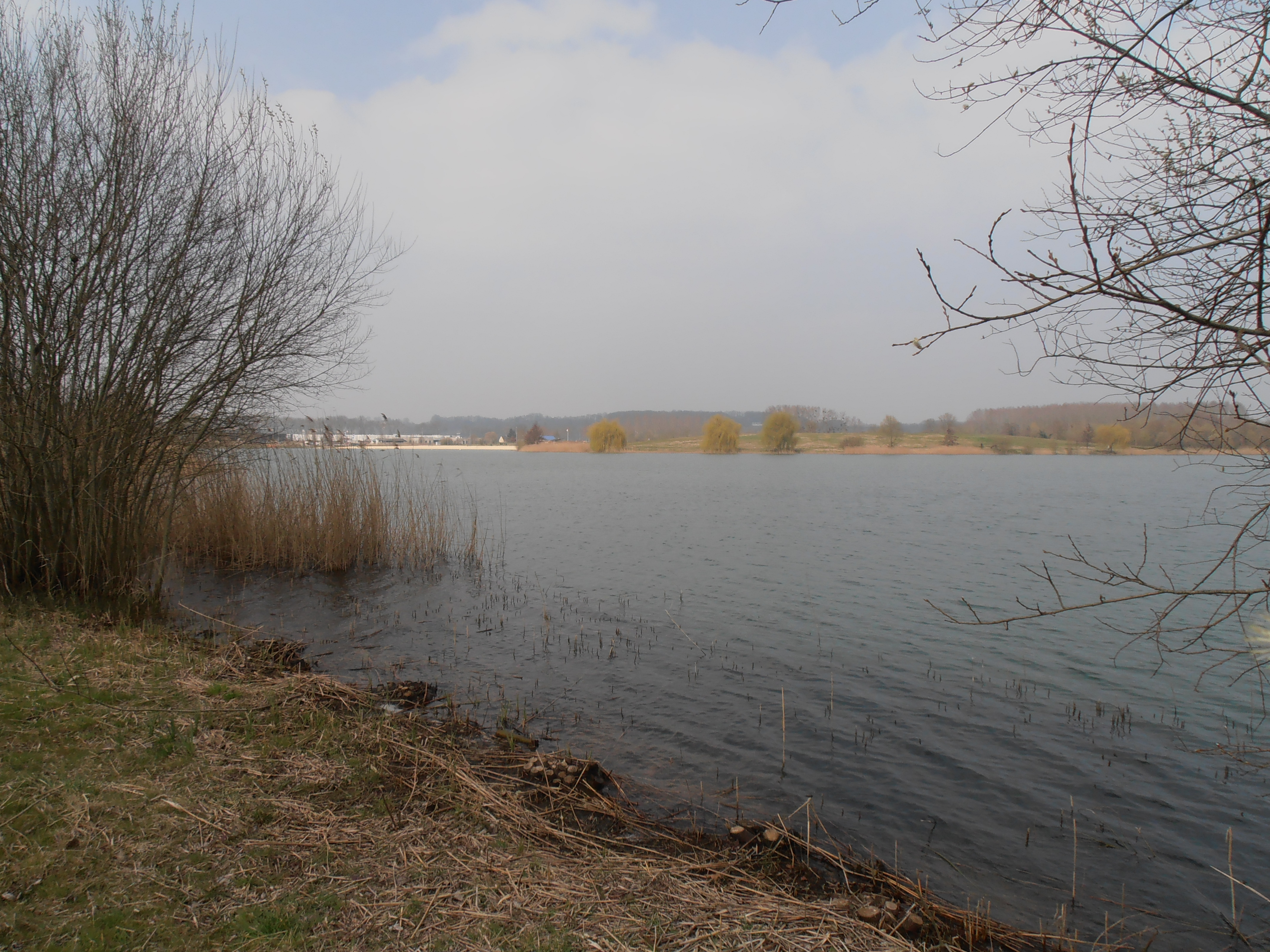
莫讷里湖

拉弗莱什位于法国西部偏北，卢瓦尔河地区大区东部和萨尔特省西南部，与曼恩-卢瓦尔省接壤，距离省会勒芒大约44公里。与拉弗莱什接壤的市镇包括：维莱讷苏马利科讷、托雷莱潘、布斯、克莱蒙-克雷昂、克罗米耶尔、卢瓦河畔马雷伊、卢瓦河畔巴祖日克雷、安茹地区博热。

### 地形
拉弗莱什位于阿莫里卡丘陵东部延伸边缘地带，境内地势平坦，部分区域略有起伏，全境海拔在23到103米之间。

### 水文
卢瓦河自东向西流经境内，其沿岸形成了多个湖泊，主要分布于市区东部，其中面积最大的莫讷里湖（Lac de la Monnerie）附近建有水上运动中心。

### 植被
拉弗莱什属于温带落叶林区，市中心建有中央绿地公园，常年免费向公众开放。

### 气候
拉弗莱什在柯本气候分类法中属于温带海洋性气候。
拉弗莱什境内设有气象站，以下为该气象站的数据（其中日照数据取自昂热）：
| 拉弗莱什1981年－2019年 | 拉弗莱什1981年－2019年 | 拉弗莱什1981年－2019年 | 拉弗莱什1981年－2019年 | 拉弗莱什1981年－2019年 | 拉弗莱什1981年－2019年 | 拉弗莱什1981年－2019年 | 拉弗莱什1981年－2019年 | 拉弗莱什1981年－2019年 | 拉弗莱什1981年－2019年 | 拉弗莱什1981年－2019年 | 拉弗莱什1981年－2019年 | 拉弗莱什1981年－2019年 | 拉弗莱什1981年－2019年 |
| 月份                   | 1月                    | 2月                    | 3月                    | 4月                    | 5月                    | 6月                    | 7月                    | 8月                    | 9月                    | 10月                   | 11月                   | 12月                   | 全年                   |
| ---------------------- | ---------------------- | ---------------------- | ---------------------- | ---------------------- | ---------------------- | ---------------------- | ---------------------- | ---------------------- | ---------------------- | ---------------------- | ---------------------- | ---------------------- | ---------------------- |
| 历史最高温 °C（°F）    | 17 (63)                | 20.5 (68.9)            | 24.1 (75.4)            | 28.5 (83.3)            | 32.6 (90.7)            | 37 (99)                | 37.2 (99.0)            | 39 (102)               | 36 (97)                | 30 (86)                | 22 (72)                | 18 (64)                | 39 (102)               |
| 平均高温 °C（°F）      | 7.8 (46.0)             | 9 (48)                 | 12.7 (54.9)            | 15.6 (60.1)            | 19.6 (67.3)            | 23.2 (73.8)            | 25.4 (77.7)            | 25.3 (77.5)            | 21.8 (71.2)            | 17 (63)                | 11.3 (52.3)            | 8.2 (46.8)             | 16.4 (61.5)            |
| 日均气温 °C（°F）      | 4.9 (40.8)             | 5.4 (41.7)             | 8.2 (46.8)             | 10.5 (50.9)            | 14.2 (57.6)            | 17.4 (63.3)            | 19.4 (66.9)            | 19.2 (66.6)            | 16.1 (61.0)            | 12.5 (54.5)            | 7.9 (46.2)             | 5.3 (41.5)             | 11.8 (53.2)            |
| 平均低温 °C（°F）      | 2 (36)                 | 1.8 (35.2)             | 3.6 (38.5)             | 5.3 (41.5)             | 8.8 (47.8)             | 11.6 (52.9)            | 13.4 (56.1)            | 13 (55)                | 10.3 (50.5)            | 8.1 (46.6)             | 4.5 (40.1)             | 2.4 (36.3)             | 7.1 (44.8)             |
| 历史最低温 °C（°F）    | −17.2 (1.0)            | −13.4 (7.9)            | −11.5 (11.3)           | −5 (23)                | −2.4 (27.7)            | 1.5 (34.7)             | 3 (37)                 | 4.5 (40.1)             | 1.3 (34.3)             | −4.5 (23.9)            | −9 (16)                | −15.8 (3.6)            | −17.2 (1.0)            |
| 平均降水量 mm（）      | 68.4 (2.69)            | 54.9 (2.16)            | 52.9 (2.08)            | 58.2 (2.29)            | 56.1 (2.21)            | 41.9 (1.65)            | 60.1 (2.37)            | 43.6 (1.72)            | 59.3 (2.33)            | 73 (2.9)               | 70.6 (2.78)            | 76.9 (3.03)            | 715.9 (28.19)          |
| 月均日照時數           | 68.9                   | 92.8                   | 136.5                  | 171.5                  | 194.5                  | 227.4                  | 227.8                  | 223.7                  | 185.9                  | 120.2                  | 80.7                   | 68.8                   | 1,798.7                |
| 来源：infoclimat.fr    |                        |                        |                        |                        |                        |                        |                        |                        |                        |                        |                        |                        |                        |

## 行政区划

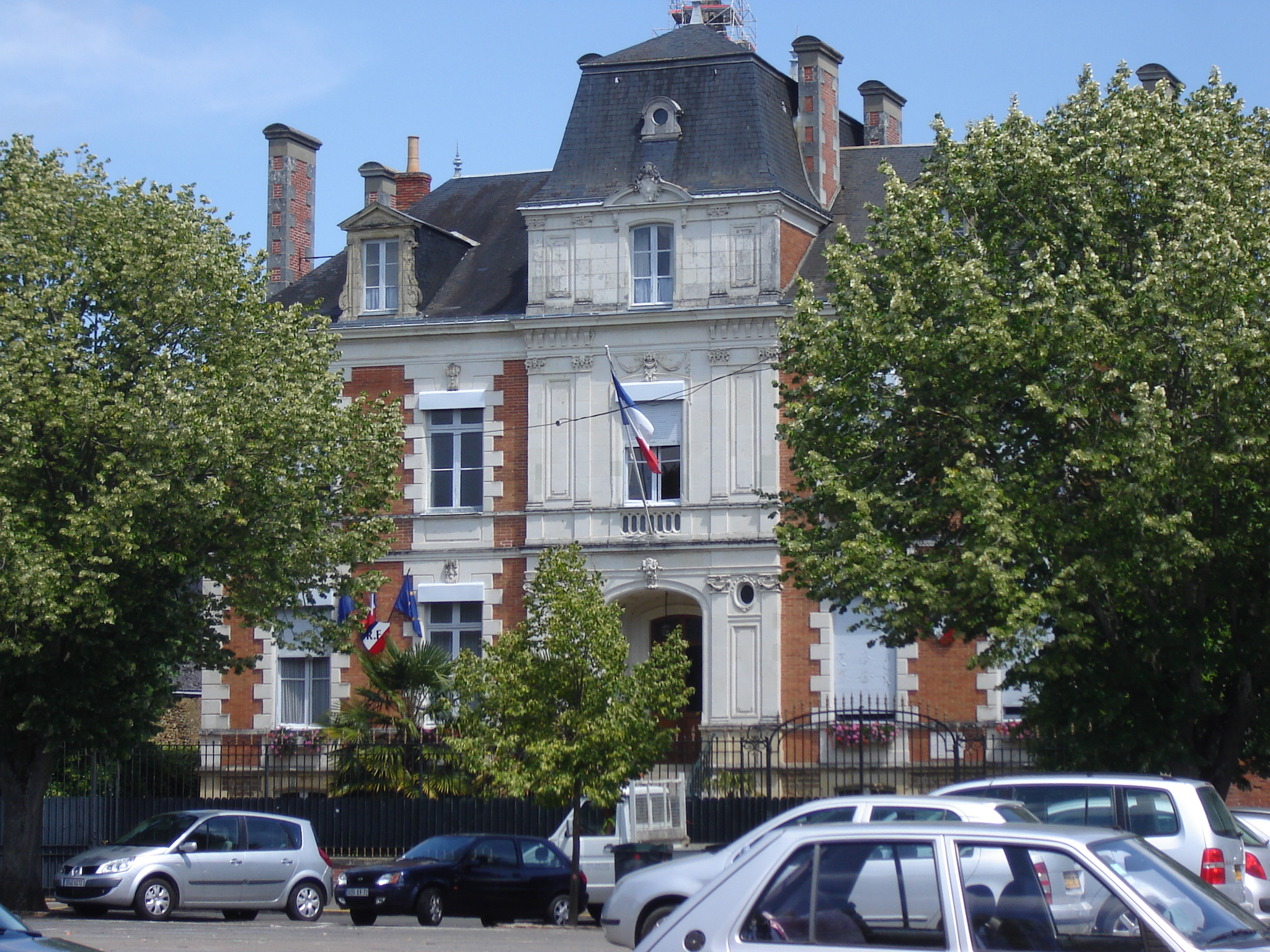
拉弗莱什副省政府

拉弗莱什是法国卢瓦尔河地区大区萨尔特省的一个市镇，编号为72154，它也是萨尔特省的一个副省会。拉弗莱什下辖拉弗莱什区，管理拉弗莱什县，同时也是拉弗莱什地区市镇公共社区的办公驻地。
法国国家统计与经济研究所（简称）在进行数据统计时，将拉弗莱什单独设为拉弗莱什城市核心区，并将包括核心区在内的周边共3个市镇划为拉弗莱什城市区。同时，还将拉弗莱什市镇分为了7个“块区”（IRIS），以便于统计人口分布情况。

## 交通

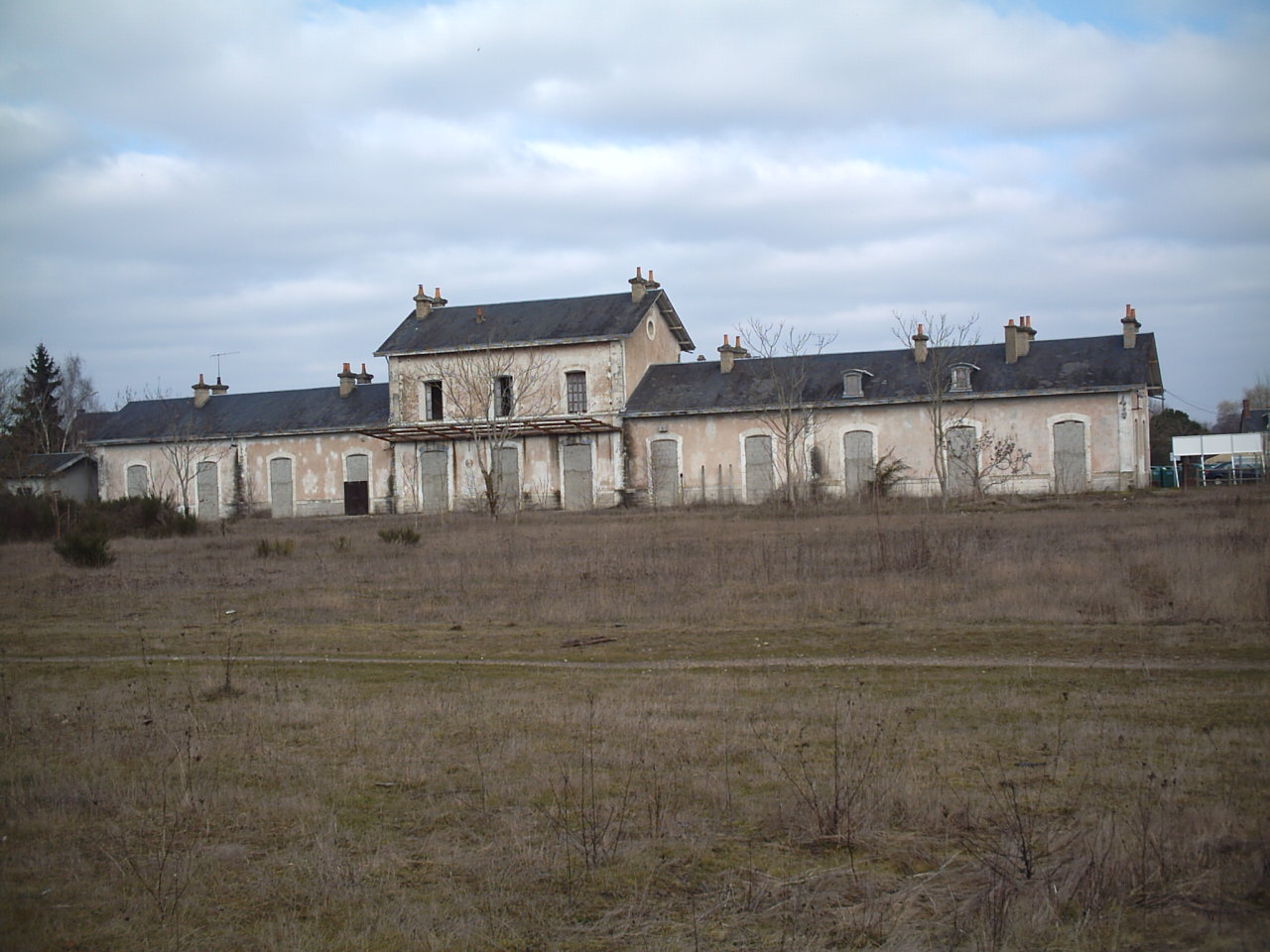
废弃的拉弗莱什站站房

### 公路
图尔－拉瓦勒和勒芒－昂热两条干线公路在拉弗莱什交汇，此外还有多条萨尔特省省道经过拉弗莱什境内，卢瓦尔河地区大区公共交通经营的勒芒－索米尔城际巴士经过拉弗莱什，萨尔特省城际客运开行前往萨尔特河畔萨布莱的班车，此外还有校车线路可前往周边部分市镇。
2016年，75%的拉弗莱什家庭拥有至少一辆的私人汽车。同年，拉弗莱什境内共发生各类交通事故5起，造成1人遇难，5人受伤。

### 铁路
拉弗莱什历史上为一个区域性的铁路枢纽，拉弗莱什站位于欧比涅-拉康－萨布莱、昂热－拉弗莱什和拉弗莱什－维维三条铁路的交汇点上，后因客流量较小而全部关闭。距离拉弗莱什最近的铁路车站为萨布莱站，位于萨尔特河畔萨布莱境内，该站停靠往返于昂热和勒芒一线的区域列车。

### 航空
距离拉弗莱什最近的民用航空站为昂热卢瓦尔机场，距离拉弗莱什市中心车程约30公里，该机场开行前往巴斯蒂亚的季节性航班。

### 城市公共交通
拉弗莱什暂无城市公共交通线路，当地有多家出租车公司。

## 政治

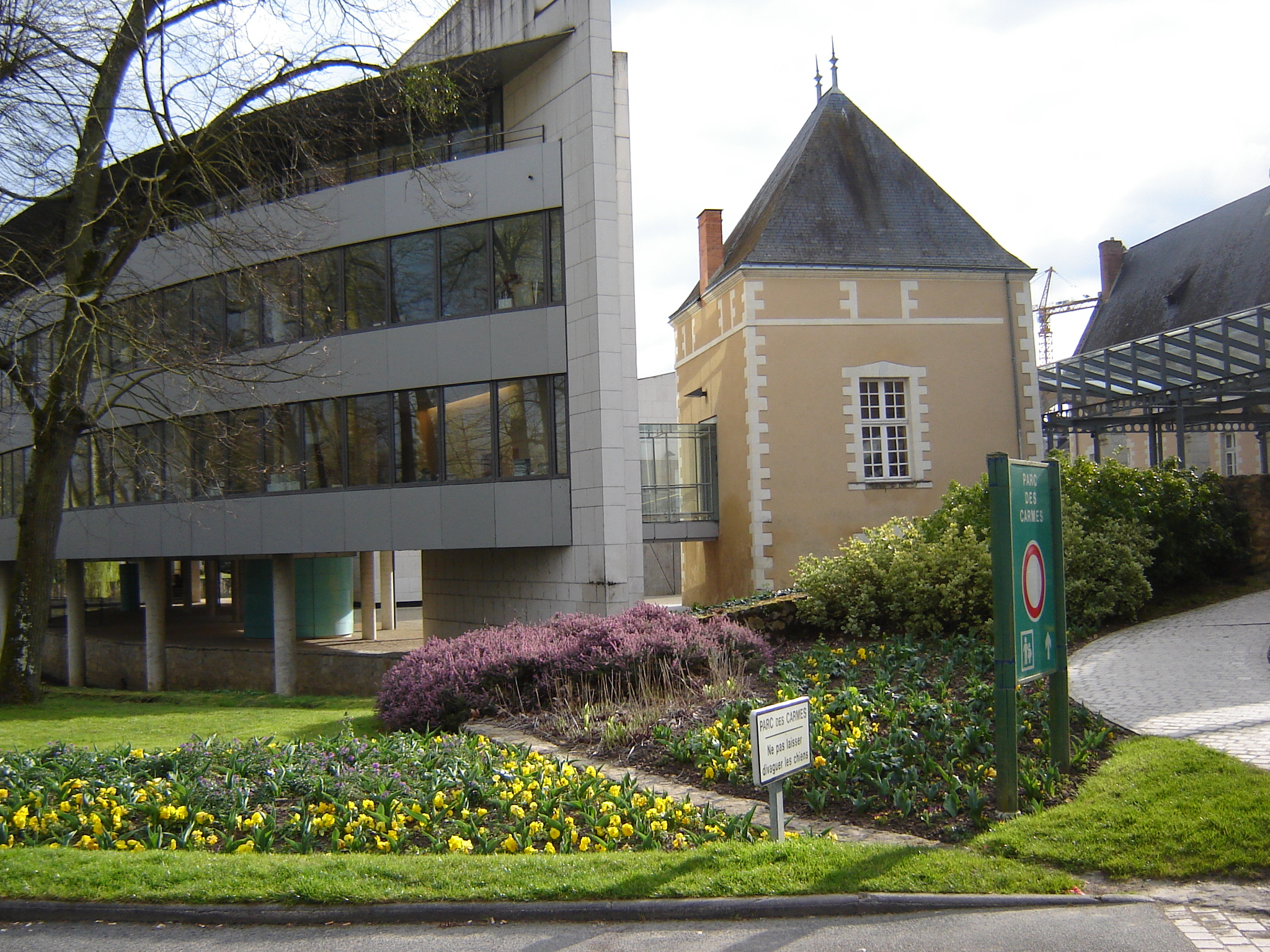
拉弗莱什市政厅

拉弗莱什的现任市长为纳迪娜·格勒莱-塞尔特奈女士，她是社会党的一名成员，在2020年的市政选举中获得了69.92%的支持率。
在2017年的法国总统大选中，法国第25任总统埃马纽埃尔·马克龙在拉弗莱什获得了66.16%的支持率。
| 拉弗莱什历届市长 |                        |                                         |
| 任期             | 市长                   | 党派                                    |
| 1945年－1947年   | 费尔南·吉约            | SFIO工人国际法国支部                    |
| 1947年－1959年   | 让·德·蒙加斯孔         | MRP人民共和运动                         |
| 1959年－1977年   | 费尔南·吉约            | SFIO工人国际法国支部 →DVG左翼无党派人士 |
| 1977年－1999年   | 让·维洛热              | PS社会党 →PSD民主社会党                 |
| 1999年－2020年   | 居伊-米歇尔·肖沃       | PS社会党                                |
| 2020年－         | 纳迪娜·格勒莱-塞尔特奈 | PS社会党                                |

## 人口
2017年，拉弗莱什市镇人口数量为14,956，在法国排名第640位。其中男性7,362人，女性7,801人，75岁及以上人口占10.7%，外籍人口数量为144人，人口密度为202人/平方公里，当地居民被称为（男性）或（女性）。2018年，拉弗莱什境内出生104人，死亡人口211人。
| 年份   | 1936   | 1946   | 1954   | 1962   | 1968   | 1975   | 1982   | 1990   | 1999   | 2006   | 2011   | 2016   | 2017   |
| ------ | ------ | ------ | ------ | ------ | ------ | ------ | ------ | ------ | ------ | ------ | ------ | ------ | ------ |
| 人口數 | 10,101 | 11,293 | 11,275 | 11,092 | 13,768 | 14,516 | 14,752 | 14,953 | 15,241 | 15,321 | 15,108 | 15,163 | 14,956 |

## 经济
拉弗莱什是一个区域性的中心城市，当地共有各类用人单位1,667家，平均历史为17年，行政、医疗及社会服务是当地的主要就业岗位类型。

## 财政收入
2018年，拉弗莱什的财政收入总额为21,761,200欧元，财政支出总额为20,793,500欧元，当年的债务总额为19,137,100欧元。
2014年，拉弗莱什的人均月收入总额为2,468欧元，其中高职人员为4,270欧元，普通职员为1,816欧元。
2016年，拉弗莱什境内的青壮年（15至64岁）失业率为17%，当地37%的家庭拥有纳税资格。

## 社会事务

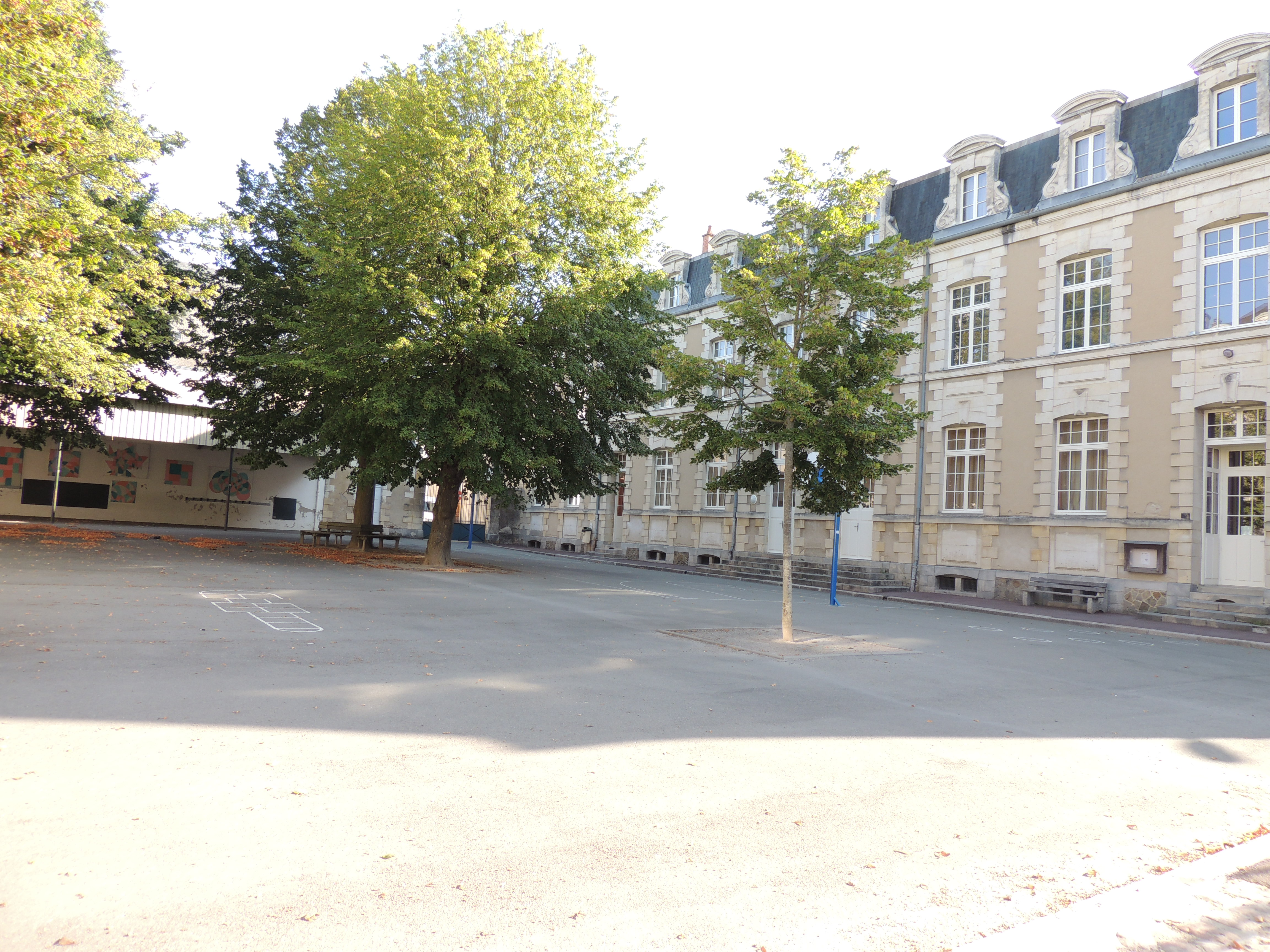
笛卡尔高级中学

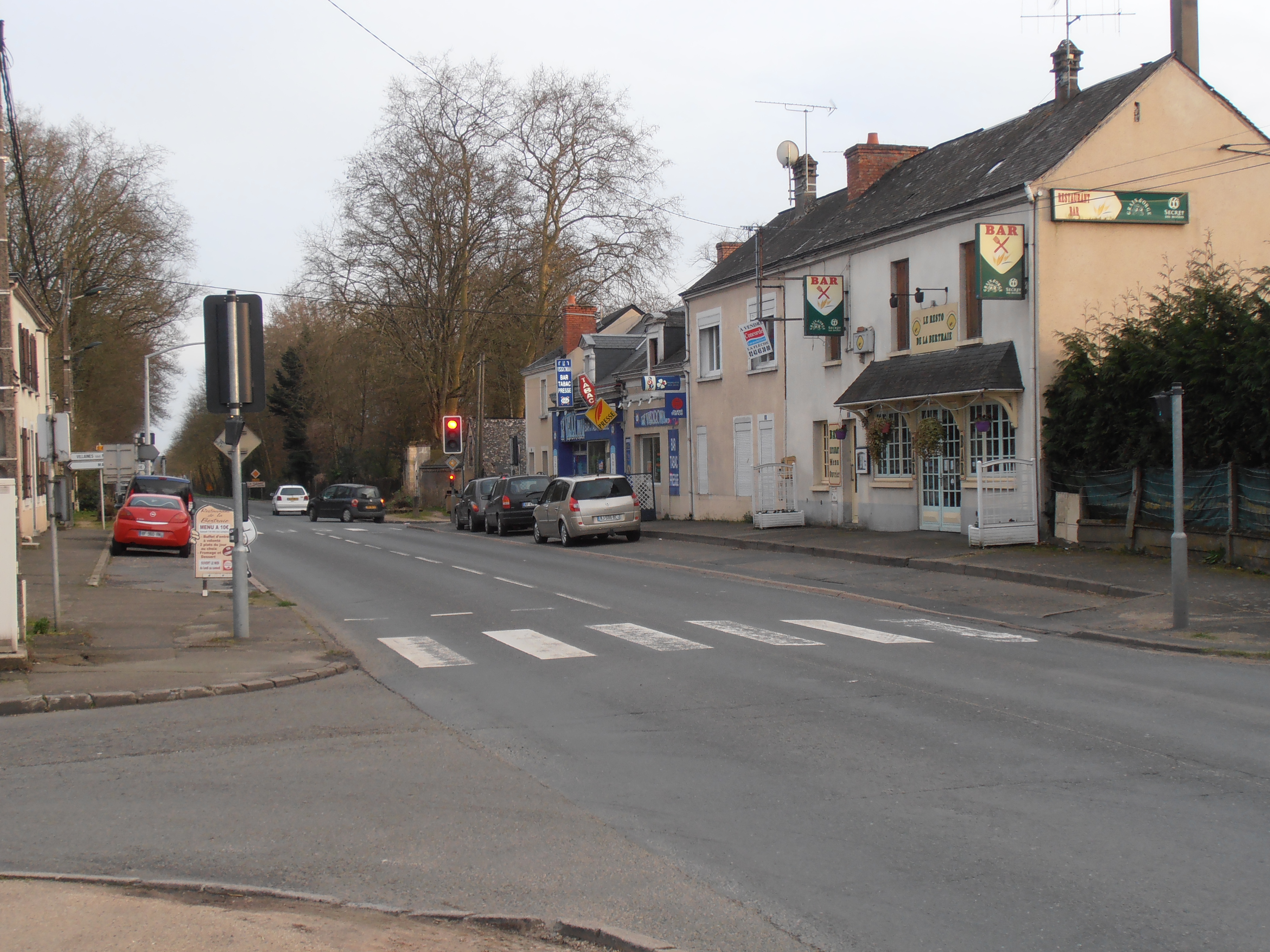
拉弗莱什西北部的韦龙街区

### 教育
拉弗莱什属于南特学区。截止2018年1月1日，拉弗莱什境内共有3所幼儿园、8所小学、3所初级中学和3所普通高中。其中法国国立皇家军校是法国六所军事高级中学之一。2018至2019学年度，拉弗莱什境内共有在校中小学生3,599名。

### 医疗
截止2018年1月1日，拉弗莱什境内共有全科医生12名、保健师11名、牙医11名、护士10名、耳科医生3名、眼科医生1名、助产士1名和妇科医生1名。境内共有药房6家、养老院5家、残疾人帮扶中心5家。
拉弗莱什中心医院，全名为“萨尔特-卢瓦市际健康中心医院”（Centre hospitalier intercommunal Pôle Santé Sarthe et Loir），是一个区域性的医疗系统，其主病区位于拉弗莱什市区，设有床位192个，是当地规模最大的公立综合性医院。

### 住房
2016年，拉弗莱什境内共有各类住房7,765套，其中89.8%为常住房屋。集中式居民区少量分布在市区东部。

### 商业
2017年，拉弗莱什境内共有各类商铺711家，其中餐饮服务类314家。市区东西两侧均建有大型开放式商业街区。

### 体育
2018年，拉弗莱什境内共有2家游泳池、6间健身房、3座综合体育场、12处网球场、4处马术场、3处足球或橄榄球场以及9处篮球或排球场。
拉弗莱什体育俱乐部是当地的一支足球队，成立于1995年，2020至2021赛季参加法國全國丙組聯賽（法丙），其主场蒙特利尔球场（Stade Montréal）位于市中心，可同时容纳超过3,000名观众，是当地规模最大的体育设施。

### 环境
拉弗莱什的环境事务由其所属的公共社区负责。2017年，拉弗莱什境内共有2家污染企业。

### 治安
2014年，拉弗莱什及附近地区共发生各类案件3,686起，其中盗窃类案件2,303起，经济类案件375起，毒品交易类案件97起。

## 文化

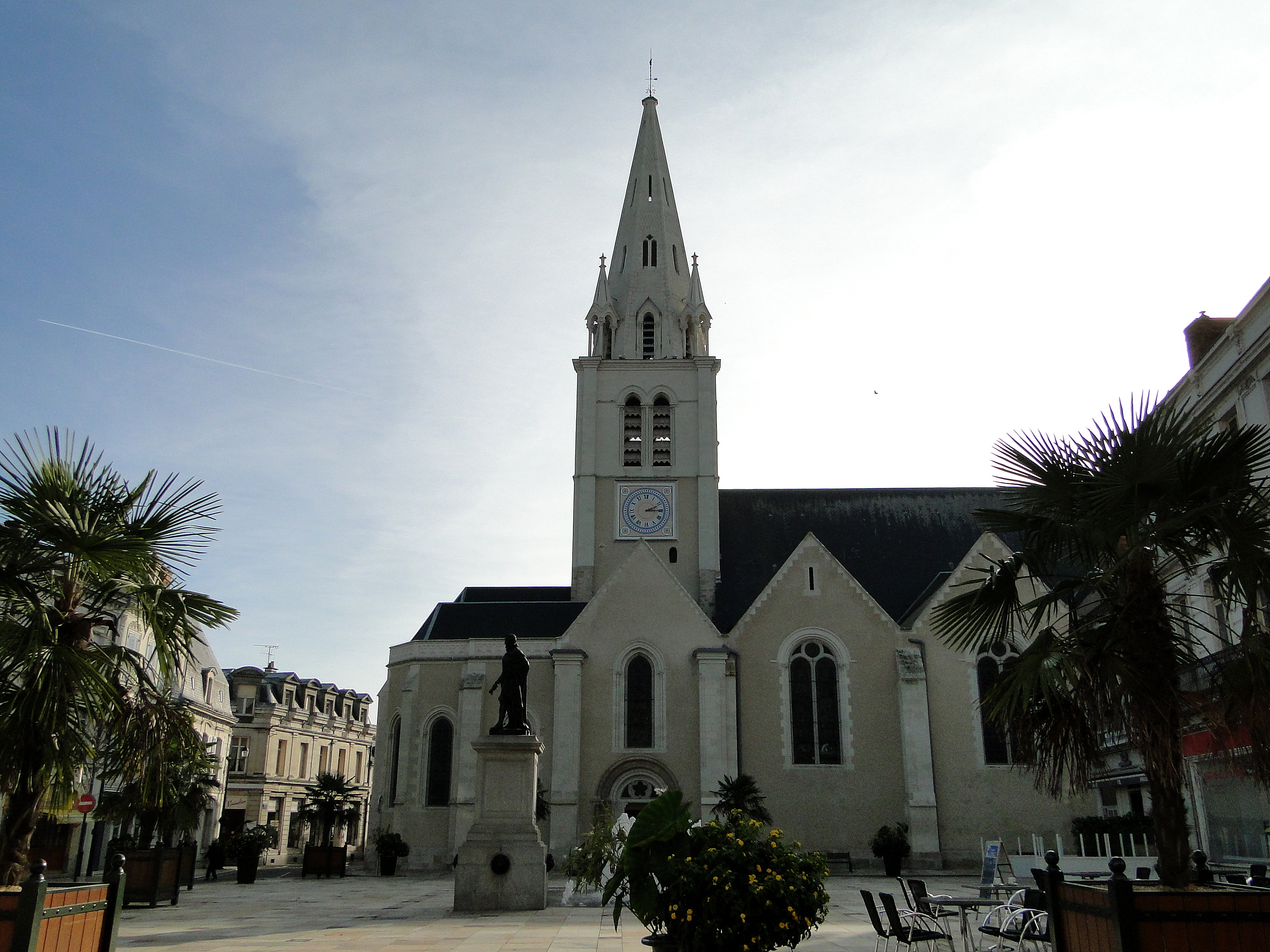
圣托马教堂

2018年，拉弗莱什境内共有1个剧场和1个电影院。拉弗莱什市政府提供多媒体中心，向公众全年开放。

### 建筑
拉弗莱什境内有多处法国国家文物保护单位，其中拉弗莱什圣路易教堂、莱卡尔姆城堡等为当地的代表性建筑物。

### 旅游
拉弗莱什是萨尔特省重要的旅游城市，因其境内的拉弗莱什动物园和拉弗莱什卢瓦河自然保护区而闻名。
2020年，拉弗莱什境内共有5个宾馆共计122间房间，另有1个露营地，可容纳共200辆露营车。

### 活动
“卡鲁瓦”（Le Carroi）创办于1970年，是拉弗莱什的文化组织，其自1992年起每年举办穿越音乐节，后者是拉弗莱什主要的地方性文化节日。

### 媒体
法国主要的媒体均可在拉弗莱什接收，法国电视三台下属的卢瓦尔河地区大区频道在部分时段播出拉弗莱什所属区域的地方新闻。

## 相关人物
法国作曲家莱奥·德利布，法国外交家、1909年诺贝尔和平奖获得者保罗-亨利-邦雅曼·德斯图内勒·德康斯坦均出生于拉弗莱什。法国哲学家勒内·笛卡尔则曾在拉弗莱什求学，当地的一所高级中学以其命名。

## 友好城市
截至2020年8月，拉弗莱什共与五座城市互为友好城市关系：
- 英格兰 奇彭纳姆
- 馬爾卡拉
- 德国 奥伯恩基兴
- 加拿大 圣朗贝尔（法语：Saint-Lambert (Montérégie)）
- 波蘭 茲沃圖夫